# Zoltán Rockenbauer
Dr. Zoltán Rockenbauer (né à Győr le 4 janvier 1960) est un historien de l’art et homme politique hongrois, ancien ministre de la Culture.

## Biographie
Son père Pál Rockenbauer (1933-1987) était présentateur de télévision et sa mère Éva Horváth (1934-1991) pharmacienne,.
Il est diplômé de l'École normale supérieure Bessenyei György, Nyíregyháza, Faculté des Lettres (1983), de l'Université de Budapest Eötvös Lóránd, Budapest, Faculté des Lettres (1991), et de son programme de PhD: Beaux-Arts (2008).
En 1988, lorsque le Fidesz prend le pouvoir, il devient conseiller en politique sécuritaire au cabinet du Premier ministre.

## Carrière politique
- Député de l’Assemblée nationale, 1990–2006
- Secrétaire d’État pour des affaires étrangères et sécurité près du Premier ministre, 1999–2000.

Il est Ministre de l'Héritage culturel national de 2000 à 2002 et lance la construction du Müpa Budapest lors de ce mandat.
En 2006, son mandat de député s'achève et il se retire de la politique. Son mémoire de doctorat sur Ödön Márffy est alors prêt, lui permettant un virage vers le monde de l'art.

## Décorations de l’État français
- Chevalier de l’ordre national du Mérite, 1999.
- Grand officier de la Légion d'honneur, 2001.